# Matthäus Hetzenauer
Matthäus Hetzenauer (* 23. Dezember 1924 in Brixen im Thale, Tirol; † 3. Oktober 2004 ebenda) war ein Scharfschütze der Wehrmacht im Zweiten Weltkrieg und stand im Rang eines Gefreiten. Er gilt mit 345 bestätigten Treffschüssen als der erfolgreichste Scharfschütze der Wehrmacht. Er war neben Friedrich Pein  einer von zwei Scharfschützen, die mit dem Ritterkreuz des Eisernen Kreuzes ausgezeichnet wurden.

## Leben
Matthäus Hetzenauer wurde als Sohn des österreichischen Bauern Simon Hetzenauer und seiner Frau Magdalena, geb. Pöll, in Brixen geboren. Er ging in die Volksschule und arbeitete auf dem elterlichen Hof.
Mit 18 Jahren wurde er im September 1942 in die Wehrmacht eingezogen und dem Gebirgs-Ersatz-Bataillon 140 (Kufstein) zugewiesen. Nach der Grundausbildung durfte er wieder an den elterlichen Hof zurückkehren, erhielt aber im Januar 1943 seine erneute Einberufung. So durchlief er vom 27. März 1943 bis zum 1. Juli 1943 erst die Ausbildung als mittlerer Granatwerfer-Schütze der Gebirgsjäger. Der 19-Jährige wurde dann bis zum 16. Juli 1944 auf dem Hochgebirgs-Truppenübungsplatz „Seetaler Alpe“ (in der Steiermark und Ausbildungsort für die zukünftigen Scharfschützen der Gebirgstruppe) zum Scharfschützen ausgebildet. Er kam nach Ende dieser Ausbildung zur 3. Gebirgs-Division, dort zur 7. Kompanie des Gebirgs-Jäger-Regiments 144. Mit der Division nahm er an den zahlreichen Rückzugsgefechten teil. Der Rückzug begann Anfang 1944 in der Ukraine (Räumung des Brückenkopfes von Nikopol) und führte über Rumänien bis in die Slowakei.
Seine Waffen waren der Karabiner Mauser K98k mit einem sechsfach vergrößernden Zielfernrohr und das Gewehr 43 mit einem vierfach vergrößernden Zielfernrohr ZF 4.
Hetzenauer erlitt nach einem Artillerieangriff am 6. November 1944 ein Schädeltrauma. Für diese Verwundung erhielt er das Verwundetenabzeichen in Schwarz.
Er wurde am 17. April 1945 mit dem Ritterkreuz des Eisernen Kreuzes ausgezeichnet. Die Begründung für die Auszeichnung formulierte der Divisionskommandeur Generalleutnant Paul Klatt folgend: Hetzenauers Erfolge als Scharfschütze haben in der Summe „zwei kampfkräftige feindliche Kompanien außer Gefecht gesetzt“, – Hetzenauer habe „ohne Rücksicht auf eigenes oder feindliches Artilleriefeuer oder feindliche Angriffe“ gehandelt. Der Vorschlag zur Auszeichnung wurde von dem General der Gebirgstruppe Karl von Le Suire und dem General der Panzertruppe Walther Nehring befürwortet.
Hetzenauer kam bei Kriegsende im Raum Schwarzwasser in sowjetische Kriegsgefangenschaft, aus der er am 10. Januar 1950 zurückkehrte.
Anschließend lebte er als nach dem Hof benannter Sonnleitbauer in Brixen. Er war mit Maria, geb. Beihammer, verheiratet und hatte mit ihr drei Kinder. Hetzenauer starb am 3. Oktober 2004 nach mehrjähriger Krankheit.

## Auszeichnungen
- Eisernes Kreuz (1939) II. und I. Klasse
  - II. Klasse – (1. September 1944)
  - I. Klasse – (25. November 1944)
- Verwundetenabzeichen (1939) in Schwarz – (9. November 1944)
- Infanteriesturmabzeichen in Silber – (13. November 1944)
- Scharfschützenabzeichen in Gold – (3. Dezember 1944) (goldener Scharfschützenadler)[5]
- Nahkampfspange in Gold
- Ritterkreuz des Eisernen Kreuzes – (17. April 1945) als Gefreiter der Reserve und Scharfschütze der 7. Kompanie des Gebirgs-Jäger-Regiment 144 der 3. Gebirgs-Division